# Le Journal d'une femme de chambre (film, 1964)
Pour les articles homonymes, voir Le Journal d'une femme de chambre (homonymie).
Pour plus de détails, voir Fiche technique et Distribution.
Le Journal d'une femme de chambre est un film franco-italien réalisé par Luis Buñuel, sorti en 1964, adaptation du roman du même nom d'Octave Mirbeau.
Le film suit une jeune parisienne qui accepte un poste de domestique en province, chez des notables dont les obsessions et la cruauté révèlent leurs frustrations et perversions latentes.

## Synopsis
À la fin des années 1920, Célestine, une femme de chambre de 32 ans, arrive de Paris pour entrer au service d'une famille de notables résidant au Prieuré, leur vaste domaine provincial. La maîtresse de maison, hautaine et dédaigneuse avec sa domesticité, est une puritaine frigide, maniaque du rangement et obsédée par la propreté. Célestine doit affronter les avances du mari sexuellement frustré, et elle fait face avec toute la sérénité possible au fétichisme étrange du patriarche, un ancien cordonnier qui lui demande fréquemment de porter des bottines qu'il tient jalousement enfermées dans un placard. 
Malgré sa répugnance, Célestine est contrainte de côtoyer Joseph, le palefrenier au service de ses patrons depuis plus de quinze ans, un rustre aimant faire souffrir les animaux, raciste, antisémite et militant d'extrême droite qui a des vues sur elle, l'associant à son projet de s'établir comme bistrotier à Cherbourg. Claire, une petite fille pour laquelle Célestine s'est prise d'affection, est violée et assassinée dans la forêt peu après y avoir croisé Joseph. Malgré une enquête de la police, le coupable n'est pas démasqué. Célestine est persuadée de la culpabilité de Joseph et feint d'accepter de devenir sa femme pour obtenir ses aveux. Devant son mutisme, elle fabrique de faux indices pour le confondre, tout cela en pure perte, car il est finalement innocenté et s'en ira ouvrir son bistro avec une autre femme. 
Parallèlement, Célestine épouse le voisin de ses patrons, l'ex-capitaine Mauger, un retraité aisé et tonitruant.

## Fiche technique
- Titre : Le Journal d'une femme de chambre
- Réalisation : Luis Buñuel, assisté par Juan Luis Buñuel et Pierre Lary
- Scénario : Luis Buñuel et Jean-Claude Carrière d'après le roman éponyme d'Octave Mirbeau (Éditions Fasquelle)
- Dialogues : Luis Buñuel, Jean-Claude Carrière
- Directeur de la photographie : Roger Fellous
- Cadreur : Adolphe Charlet, assisté de René Schneider et Agathe Beaumont
- Décors : Georges Wakhevitch, assisté de René Calviera
- Costumes : Georges Wakhevitch, Jacqueline Moreau
- Son : Antoine Petitjean, assisté de Robert Cambourakis
- Scripte : Suzanne Durrenberger
- Montage : Louisette Hautecoeur, assistée d'Arlette Lalande
- Producteurs : Serge Silberman, Michel Safra,
- Directeur de production : Henri Baum
- Administrateur de production : Robert Demollière
- Sociétés de production : Ciné-Alliance (France), Filmsonor (France), Spéva Films (France), Dear Film Produzione (Italie)
- Sociétés de distribution : Cocinor (France), Carlotta Films (France), Art Cinefeel (France), Universal Pictures (étranger)
- Pays d'origine :  France,  Italie
- Langue : français
- Genre : Comédie dramatique, étude de mœurs, satire sociale
- Durée : 98 minutes
- Format : Noir et blanc - 35 mm - 2.35:1, système Franscope — Mono
- Dates de sortie : France, 4 mars 1964 ; Italie, 16 septembre 1964
- Classification : tous publics
- Affiche : Gilbert Allard (France)

## Distribution
| - Jeanne Moreau : Célestine, la nouvelle femme de chambre - Georges Géret : Joseph, le palefrenier, militant extrémiste - Michel Piccoli : M. Monteil, le maître de maison, obsédé sexuel - Françoise Lugagne : Mme Monteil, la maîtresse de maison - Jean Ozenne : M. Rabour, le père de Mme Monteil, fétichiste - Daniel Ivernel : le capitaine Mauger, le voisin des Monteil - Gilberte Géniat : Rose, la compagne du capitaine - Jean-Claude Carrière : le curé du village - Muni : Marianne, la domestique des Monteil - Bernard Musson : le sacristain, extrémiste et ami de Joseph - Claude Jaeger : le juge d'instruction - Dominique Sauvage : Claire, la petite fille assassinée - Madeleine Damien : la cuisinière des Monteil - Geymond Vital : le brigadier sur le quai de la gare | - Marcel Rouzé : le chef de gare - Jeanne Pérez : la commère - Andrée Tainsy : la paysanne - Pierre Collet : le voyageur - Aline Bertrand : la voyageuse - Joëlle Bernard : la compagne de Joseph - Marc Eyraud : le secrétaire du commissaire - Gabriel Gobin : le brigadier qui vient arrêter Joseph - Dominique Zardi : le gendarme qui passe les menottes à Joseph - Jean Franval : le facteur - Françoise Bertin - Michel Dacquin : un invité au mariage - Marcel Le Floch - Marguerite Dubourg |

## Critique de l'époque dansLe Monde
« Le Journal d'une femme de chambre est un chapitre, parmi tant d'autres, d'un réquisitoire dont l'exorde fut prononcé, voilà bientôt trente-cinq ans, avec L'Age d'or. Aujourd'hui comme hier Bunuel s'en donne à cœur joie. Il n'y va pas de main morte. Il cogne dur. Et il fait mouche.[...] Bunuel évolue avec une souveraine maîtrise. Son humour cruel, sa férocité joyeuse, nous ravissent. L'audace de certaines scènes est tempérée par le tact et l'habileté de la réalisation. Ce qui ne peut être dit ou montré est suggéré avec une désinvolture pleine d'ironie. Conduit au pas de charge, le récit ne connaît ni temps mort ni transition inutile. Nous sommes au jeu de massacre et chaque coup va droit au but. »

— Jean de Baroncelli, Le Monde, 7 mars 1964

## Différences avec le roman
Par rapport au roman d'Octave Mirbeau, de nombreuses différences sont à relever dans l'adaptation de Jean-Claude Carrière : 
- les Lanlaire, patrons de Célestine, sont rebaptisés Monteil ;
- M. Rabour, un ancien patron de Célestine, fétichiste de la bottine, devient le père de Mme Monteil ;
- l'action est décalée de trente ans, ce qui permet d'entendre les manifestants Croix-de feu crier « Vive Chiappe » à la fin, en passant devant le « petit café » de Joseph à Cherbourg ;
- dans le roman, nous ignorons jusqu'au bout si Joseph a effectivement violé et assassiné la petite Claire, comme se l'imagine Célestine qui en est fascinée et se dit « empoignée » par « un beau crime » ; ici le fait est presque certain ;
- la Célestine de Mirbeau finit par épouser Joseph et se dit prête à le suivre « jusqu'au crime » (ce sont les derniers mots du roman) ; chez Buñuel, elle se transforme en une justicière désireuse de le faire arrêter et condamner ;
- chez Mirbeau, elle repousse avec mépris et en ricanant les avances du grotesque capitaine Mauger ; dans le film, elle accepte de l'épouser.

## Distinction
- Festival international du film de Karlovy Vary 1964 : prix de la Meilleure actrice à Jeanne Moreau.